# Star Prairie
Star Prairie est un village du comté de Sainte-Croix, dans l'État du Wisconsin, aux États-Unis. En 2020, il comptait une population de 678 habitants.